# فرودگاه مزرعه لونه اوآکس
فرودگاه مزرعه لونه اوآکس (به انگلیسی: Lone Oaks Ranch Airport) یک فرودگاه خصوصی است که یک باند فرود چمن دارد و طول باند آن ۵۱۸ متر است. این فرودگاه در کشور ایالات متحده آمریکا قرار دارد و در ارتفاع ۱۹۲ متری از سطح دریا واقع شده است.